# 이종족 리뷰어스
이종족 리뷰어스(일본어: 異種族レビュアーズ, Interspecies Reviewers)는 아마하라가 글을 쓰고 마샤가 그림을 그린 일본의 판타지 섹스 코미디 만화 시리즈이다. 2016년 8월부터 니코니코 동화의 만화 웹사이트 드래곤 드래곤 에이지를 통해 연재되었으며 후지미 쇼보가 단행본 9권으로 수집했다. 이 시리즈는 옌 프레스에서 영어로 라이선스를 받았다. 파시오네가 제작한 12부작 TV 애니메이션으로 2020년 1월부터 3월까지 방영되었다.

## 시놉시스
다양한 인간형 종이 존재하고 매춘이 합법화된 세계에는 서큐버스의 피가 흐르는 '서큐조'(サキュ嬢, 사큐조)가 있는 각 종마다 다양한 매음굴이 존재한다. 각 종마다 각 서큐조이 자신을 위해 일하는 방식에 대한 의견이 다르기 때문에 다양한 매춘 업소 방문자가 리뷰어가 되어 다양한 서큐조와의 경험을 평가하고 지역 선술집에 게시했다. 이 시리즈는 주로 스텅크(Stunk)라는 인간, 젤(Zel)이라는 엘프, 크림밸(Crimvael)이라는 천사를 중심으로한다. 스텅크와 젤의 목표는 그들이 천국까지 탐구하고 싶어할 정도로 모든 종류의 서큐조와 함께 경험을 쌓는 것이다. 반면 크림밸(별명 "크림")은 잃어버린 조각을 찾고 있다. 후광이 없으면 천국으로 돌아갈 수 없기 때문이다.